# GUGB
La Dirección General de Seguridad del Estado, abreviado como GUGB (en ruso: Glávnoe upravlénie gosudárstvennoy bezopásnosti, Главное управление государственной безопасности, ГУГБ) fue el nombre del organismo de seguridad soviético más importante dentro del Comisariado del Pueblo de Asuntos Internos de la URSS (NKVD). Durante el tiempo de su existencia, desde el 10 de julio de 1934 al 3 de febrero de 1941, el GUGB reflejaba exactamente el Directorio Operativo Secreto dentro del OGPU bajo el Consejo de Comisarios del Pueblo, que operó dentro de la estructura del OGPU desde 1923 hasta 1931-1932. El servicio de inteligencia y policía secreta desde julio de 1934 hasta febrero de 1941, fue dirigido bajo los auspicios del Comisariado del Pueblo de Asuntos Internos (NKVD). Su primer jefe fue el adjunto primero del Comisario del Pueblo de Asuntos Internos (entonces, Guénrij Yagoda), comisionado de primer rango de la Seguridad del Estado Yákov Agránov.

## Historia
El Directorio Principal de Seguridad del Estado evolucionó a partir del Directorio Político Unificado del Estado (OGPU). El 3 de febrero de 1941, las Secciones Especiales (OO) del GUGB-NKVD (responsables de la contrainteligencia en el ejército) pasaron a formar parte del ejército y la armada (RKKA y RKKF, respectivamente). El GUGB fue suprimido como organización dentro del NKVD de la URSS. Las unidades que operaban en el GUGB fueron reorganizadas y se convirtieron en el núcleo del recién creado Comisariado del Pueblo de la Seguridad del Estado o NKGB.
Tras el estallido de la Segunda Guerra Mundial, el NKVD y el NKGB se fusionaron, pero no como GUGB sino como directorios totalmente separados. El 20 de julio de 1941, la contrainteligencia del ejército y la fuerza aérea fueron devueltas al NKVD como Directorio de Departamentos Especiales bajo Víktor Abakúmov, y en enero de 1942 le siguió la contrainteligencia de la marina. En abril de 1943, fue transferido nuevamente al Narkomat de defensa y al Narkomat de la armada, convirtiéndose en SMERSH (de SMERt SHpiónam o 'Muerte a los espías') y, al mismo tiempo, el GUGB se separó de nuevo del NKVD como NKGB.

## Organización
Entre 1934 y 1941, el Directorio Principal de la Seguridad del Estado pasó por varios cambios organizativos. En enero de 1935, había nueve departamentos en la estructura del GUGB:
(Jefe del GUGB) - Comisionado de primer rango de la Seguridad del Estado, Yákov Agránov
1. Departamento operativo (dirigido por) - Karl Pauker
2. Departamento especial - Gleb Bokii
3. Departamento de Economía - (ЭКО/EKO) - Lev Mironov
4. Departamento especial - (OO) - Mark Gai
5. Departamento Político Secreto - (СПО / SPO) - Georgy Molchanov
6. Departamento de Relaciones Exteriores - (ИНО / INO) - Artur Artuzov
7. Departamento de Transporte - (ТО) - Vladímir Kichkin
8. Departamento de Información y Estadística - (УСО / USO) - Yákov Genkin
9. Departamento de personal - (OK) - Yákov Weynschtok

A finales de 1937, el Comisario del Pueblo de Asuntos Internos, Nikolái Yezhov, en su orden #00362 cambió el número de departamentos de cinco a doce.
(Jefe del GUGB) - komkor Mijaíl Frinovski
- Departamento 1 [Protección del Gobierno] - Israel Daguin
- Departamento 2 [Operativo] - Ans Zalpeter
- Departamento 3 [Contrainteligencia] (КРО/KRO) - Aleksandr Mináyev-Tsikanovski
- Departamento 4 [Política secreta] (СПО/SPO) - Mijaíl Litvín
- Departamento 5 [Especial] (OO) - Nikolai Nikolaev-Zhuryd
- Departamento 6 [Transporte] (TO) - Mijaíl Vólkov
- Departamento 7 [Extranjero (Inteligencia)] (ИНО/INO) - Abram Slutski
- Departamento 8 [Registros y estadísticas] (УСО/USO) - Vladímir Tsesarski
- Departamento 9 [Especial (códigos)] (OO) - Isaak Shapiro
- Departamento 10 [Prisión] - Yákov Weynschtok
- Departamento 11 [Transporte marítimo] (ВО/WO) - Víktor Yrtsev
- Departamento 12 [Técnico y Operacional] (OOT) - Semión Zhukovski

Después de que Lavrenti Beria asumiera el cargo de Frinovski como director del GUGB el 29 de septiembre de 1938, el GUGB experimentó otro cambio organizativo:
(Jefe del GUGB) - Comisionado de primer rango de la Seguridad del Estado - Lavrenti Beria
- Departamento 1 - [Protección del gobierno] - Izráil Daguin
- Departamento 2 - [Política secreta] - Bogdán Kobúlov
- Departamento 3 - [contrainteligencia] - Nikolái Nikoláiev-Zhuryd
- Departamento 4 - [Especial] - Piotr Fedótov
- Departamento 5 - [Extranjero (Inteligencia)] - Zelman Passov
- Departamento 6 - [Códigos] - Aleksandr Balamútov
- Sección de Investigación del GUGB

(Jefe del GUGB) - Comisionado de tercer rango de la Seguridad del Estado - Vsévolod Merkúlov
- Departamento 1 - [Protección de los funcionarios del Partido y de la Unión Soviética] -
  - incluía el departamento político, 24 divisiones de oficinas, una escuela, oficinas del comandante del CC VKP(b) y el NKVD de la URSS
- Departamento 2 - [Política secreta] -
  - División 1 [ trotskistas, zinovievistas, izquierdistas, derechistas, miasnikovtsi, shlyapnikovtsi, excluidos del partido, misiones extranjeras]
  - División 2 [ mencheviques, anarquistas, miembros del Partido Social-Revolucionario, bundistas, sionistas, clérigos, provocadores, gendarmes, agentes de contrainteligencia, castigadores, cosacos blancos, monárquicos]
  - División 3 [lucha contra nacionalistas ucranianos, bielorrusos y ugro-finlandeses (contrainteligencia)]
  - División 4 [estudios de agentes sobre partidos políticos antidoviéticos, dashnaks, contrainteligencia nacionalista turco-tártaro-mongol, gruzmeks, musavatistas, nacionalistas]
  - División 5 [literatos, prensa, editoriales, teatros, cine, arte]
  - División 6 [academias de ciencias, institutos de ciencia e investigación, sociedades científicas]
  - División 7 [descubrimiento y estudio de formaciones (contrainteligencia) entre jóvenes estudiantes, sistema del Comisariado del Pueblo de la Ilustración e hijos de represaliados]
  - División 8 [Comisariado del Pueblo de Salud de la URSS y la RSFSR y sus instituciones educativas]
  - División 9 [Comisariado del Pueblo de Justicia, Tribunal Supremo, Fiscalía, Comisariado del Pueblo de la Seguridad Social y sus instituciones educativas]
  - División 10 [lucha contra la iglesia y las sectas (contrainteligencia)]
  - División 11 [organizaciones de cultura física, sociedades de voluntariado, clubes, editoriales de deportes]
  - División 12 [Consejo especial, milítsiya, bomberos, comisariados militares, dirección de las reservas]

- Departamento 3 - [contrainteligencia] -
  - División 1 [Alemania, Hungría]
  - División 2 [Japón, China]
  - División 3 [Gran Bretaña]
  - División 4 [Francia, Italia, Bélgica, Suiza, España]
  - División 5 [Rumanía, Grecia, Bulgaria, Yugoslavia]
  - División 6 [Polonia]
  - División 7 [Finlandia, Suecia, Noruega, Dinamarca]
  - División 8 [Estados Unidos y países de Sudamérica]
  - División 9 [Turquía, Irán, Afganistán]
  - División 10 [Elementos (contrainteligencia) del Movimiento Blanco]
  - División 11 [Letonia, Estonia, Lituania]
  - División 12 [Comisariado del Pueblo de Relaciones Exteriores, embajadas y consulados]
  - División 13 [ Comité Ejecutivo de la Internacional Comunista (CEIC), MOPR (SRI)]
  - División 14 [Comercio exterior, oficinas comerciales]
  - División 15 [ Intourist y Sociedad de toda la Unión para las Relaciones Culturales con Países Extranjeros (VOKS)]
  - Sección de seguridad diplomática
  - Departamento político de seguridad diplomática
  - Divisiones 16, 17, 18, 19 Seguridad diplomática

- Departamento 4 (Contrainteligencia Militar del Ejército Soviético) - [Especial] -
  - División 1 [sede]
  - División 2 [directorios de inteligencia]
  - División 3 [aviación]
  - División 4 [tropas técnicas]
  - División 5 [destacamentos motorizados]
  - División 6 [destacamentos de caballería y artillería]
  - División 7 [destacamentos de infantería, caballería y artillería]
  - División 8 [ politruk ]
  - División 9 [servicio médico]
  - División 10 [marina]
  - División 11 [tropas del NKVD]
  - División 12 [organización y movilización]
  - Sección de investigación

- Departamento 5 - [Extranjero (inteligencia)] -
  - División 1 [Alemania, Hungría, Dinamarca]
  - División 2 [Polonia]
  - División 3 [Francia, Bélgica, Suiza, Países Bajos]
  - División 4 [Gran Bretaña]
  - División 5 [Italia]
  - División 6 [España]
  - División 7 [Rumanía, Bulgaria, Yugoslavia, Grecia]
  - División 8 [Finlandia, Suecia, Noruega, Spitzbergen ]
  - División 9 [Letonia, Estonia, Lituania]
  - División 10 [Estados Unidos, Canadá, Sudamérica, México]
  - División 11 [Japón, Manchuria]
  - División 12 [China, Sinkiang]
  - División 12 [Mongolia, Tuvá]
  - División 12 [Turquía, Irán, Afganistán]
  - División 12 [inteligencia técnica]
  - División 12 [equipo operacional]
  - División 12 [visas]

- Departamento 6 - [Cifrado, salvaguardia de secretos del Estado] -
  - División 1, 2, 3 [salvaguardia de secretos del Estado, verificación y mantenimiento de registros de las personas admitidas a trabajos secretos y documentos secretos]
  - División 4 [descifrado]
  - División 5 [investigación, desarrollo y mantenimiento de registros de cifrados, redacción de cifrados del NKVD, preparación de especialistas en cifrado]
  - División 6 [proceso de encriptaciones del NKVD]
  - División 7 [gestión organizativa de periféricos, elaboración de instrucciones y regulaciones sobre cifrados y misiones de agentes secretos]
  - División 8 [cifrado]
- Sección de Investigación del GUGB -

## Rangos del GUGB
El GUGB tenía un sistema único de rangos o grados, una combinación del sistema de rangos por posición, utilizado en el Ejército Rojo y el sistema por rangos personales, utilizados en la Milítsiya: La insignia de cada rango también era muy distinta. Aunque las insignias introducidas en 1937 siguieron los patrones de parche de cuello del Ejército Rojo, se las asignó a rangos muy diferentes para el GUGB y las ramas de tropas internas, políticas o especializadas, con el rango del GUGB colocado al menos un grado más alto que su similar equivalente en el ejército.
Cuando los rangos del GUGB y la Milítsiya fueron reemplazados por rangos e insignias militares en febrero de 1943, los rangos de mayor a sargento se alinearon con los de coronel a teniente menor, y de mayor principal a superiores fueron reemplazados con varios grados de comisionado. En 1945, el comisionado general Lavrenti Beria recibió el rango de Mariscal de la Unión Soviética, y otros comisionados del GUGB recibieron grados desde Generales del Ejército a general de división.

## Directores generales
A finales de 1937, el GUGB era el órgano más poderoso e influyente de la estructura del NKVD. Los departamentos (o secciones) del GUGB se ocuparon de la inteligencia, seguridad interna, contrainteligencia, protección del gobierno y comunicaciones secretas.
El primer jefe del GUGB fue Yákov Agránov, comisionado de primer rango de la Seguridad del Estado y primer adjunto del Comisario del Pueblo de Asuntos Internos. El siguiente jefe del GUGB, desde el 15 de abril de 1937 hasta el 8 de septiembre de 1938 fue el komkor Mijaíl Frinovski, que fue sucedido por Lavrenti Beria, luego recién ascendido a Comisionado de primer rango de la Seguridad del Estado. Cuando Beria se convirtió en Comisario del Pueblo de Asuntos Internos (jefe del NKVD), el Comisionado de tercer rango de la Seguridad del Estado, Vsévolod Merkúlov, se convirtió en su primer adjunto y en nuevo y último jefe del GUGB.
| N.º | Director | Director          | Partido | Partido           | Periodo                                       | Superior                      |
| --- | -------- | ----------------- | ------- | ----------------- | --------------------------------------------- | ----------------------------- |
| 1   |          | Guénrij Yagoda    |         | Partido Comunista | 1934 - 1936                                   | Él mismo                      |
| 2   |          | Yákov Agránov     |         | Partido Comunista | 29 de diciembre de 1936 - 15 de abril de 1937 | Guénrij Yagoda Nikolái Yezhov |
| 3   |          | Mijaíl Frinovski  |         | Partido Comunista | 15 de abril de 1937 - 28 de marzo de 1938     | Nikolái Yezhov                |
| 4   |          | Lavrenti Beria    |         | Partido Comunista | 29 de septiembre - 17 de diciembre de 1938    | Nikolái Yezhov Él mismo       |
| 5   |          | Vsévolod Merkúlov |         | Partido Comunista | 17 de diciembre de 1938 - 14 de abril de 1943 | Lavrenti Beria                |